# Савинова (Новолялинський міський округ)
Са́винова (рос. Савинова) — присілок у складі Новолялинського міського округу Свердловської області.
Населення — 292 особи (2010, 339 у 2002).
Національний склад населення станом на 2002 рік: росіяни — 92 %.